# Pałac Maksymiliana Goldfedera w Łodzi
Pałac Maksymiliana Goldfedera – łódzki pałac mieszczący się przy ulicy Piotrkowskiej 77.

## Historia
Maksymilian Goldfeder przybył do Łodzi z Warszawy w 1870. Początkowo pracował w banku starszego brata Adolfa Goldfedera, a w kilka lat po ożenku w 1873 otworzył własny kantor bankowy. W latach 1891–1892, w najbardziej reprezentacyjnej części miasta, wybudował swój pałac, w którym umieścił dom bankowy. Autorem projektu był warszawski architekt Bronisław Żochowski, a plan zatwierdził architekt miejski – Hilary Majewski, który był prawdopodobnie jego współautorem. Rezydencja łączyła funkcje komercyjno-reprezentacyjne z mieszkalnymi. Na parterze mieścił się dom bankowy, a na pierwszym piętrze pomieszczenia mieszkalne. Klatka schodowa ma bogatą balustradę z kutej kraty i okno witrażowe.
Po śmierci Goldfedera w 1923, firma przestała istnieć. W 1930 budynek nabyło Towarzystwo Łódzkich Wąskotorowych Elektrycznych Kolei Dojazdowych. Od lat 50. XX w. budynek frontowy stał się siedzibą łódzkiej Rady Okręgowej Zrzeszenia Studentów Polskich, która na parterze prowadziła klub studencki „77” („Siódemki”). Natomiast w oficyna była w dalszym ciągu użytkowana przez MPK Łódź. Między innymi funkcjonowała tu do lat 80. XX wieku jego „Centrala Ruchu”.

## Architektura
Zachowany do dzisiaj pałac, to budowla usytuowana w linii regulacyjnej ulicy, jednopiętrowa, oparta na wzorcach renesansu włoskiego, z przylegającą do niego oficyną. Budynek zwieńczony jest gzymsem kordonowym z tralkową balustradą, na której niegdyś stały wazy i obeliskowe sterczyny. Na bocznej osi umieszczono przejazdową bramę, w której znajduje się wejście do budynku. Fasada zdobiona jest rustykalnym boniowaniem na parterze, płaskim na piętrze. Pod gzymsem biegnie fryz, z niewielkimi kwadratowymi kinami, a płaszczyzny pomiędzy nimi wypełnione są dekoracją z motywem girland, podtrzymywanych przez putta.
Okna parteru i brama zamknięte są półkoliście, zaś okna piętra prostokątnie, zwieńczone półkolistym tympanonem z motywem konchy. Dwa z nich, typu porte-fenêtre, są wyjściem na balkony o marmurowej ażurowej balustradzie, z bogato zdobionymi wspornikami. Do budynku prowadziły dwa wejścia: główne z bramy przejazdowej i gospodarcze do bocznej klatki schodowej w oficynie.
Na parterze mieścił się dom bankowy z bezpośrednim wejściem z bramy. Obok znajdowało się wejście na klatkę schodową, prowadzącą do pomieszczeń mieszkalnych na pierwszym piętrze. Klatka schodowa miała bogatą balustradę z kutej kraty i okno witrażowe.
Pierwsze piętro zajmowały pomieszczenia reprezentacyjne, różne stylowo, w układzie amfiladowym, z kwadratowym hallem pośrodku, oświetlonym świetlikiem wypełnionym witrażem. Z hallu prowadziły wejścia do dużej sali o wystroju neorokokowym w której na uwagę zasługuje bogato dekorowany piec w tym samym stylu, oraz do dwóch saloników i dwóch pokoi w stylu neorenesansowym, połączonymi z rozsuwanymi drzwiami z witrażami (jeden z pokoi być może był jadalnią). Od strony podwórka usytuowany był salonik w stylu mauretańskim. W oficynie znajdowały się pomieszczenia mieszkalne, kuchenno-gospodarcze oraz pokoje dla służby.
Obecnie znajduje się tutaj klub studencki Siódemki (od 1955), restauracja irlandzka Irish Pub oraz ekskluzywna restauracja Klub Spadkobierców.

## Galeria

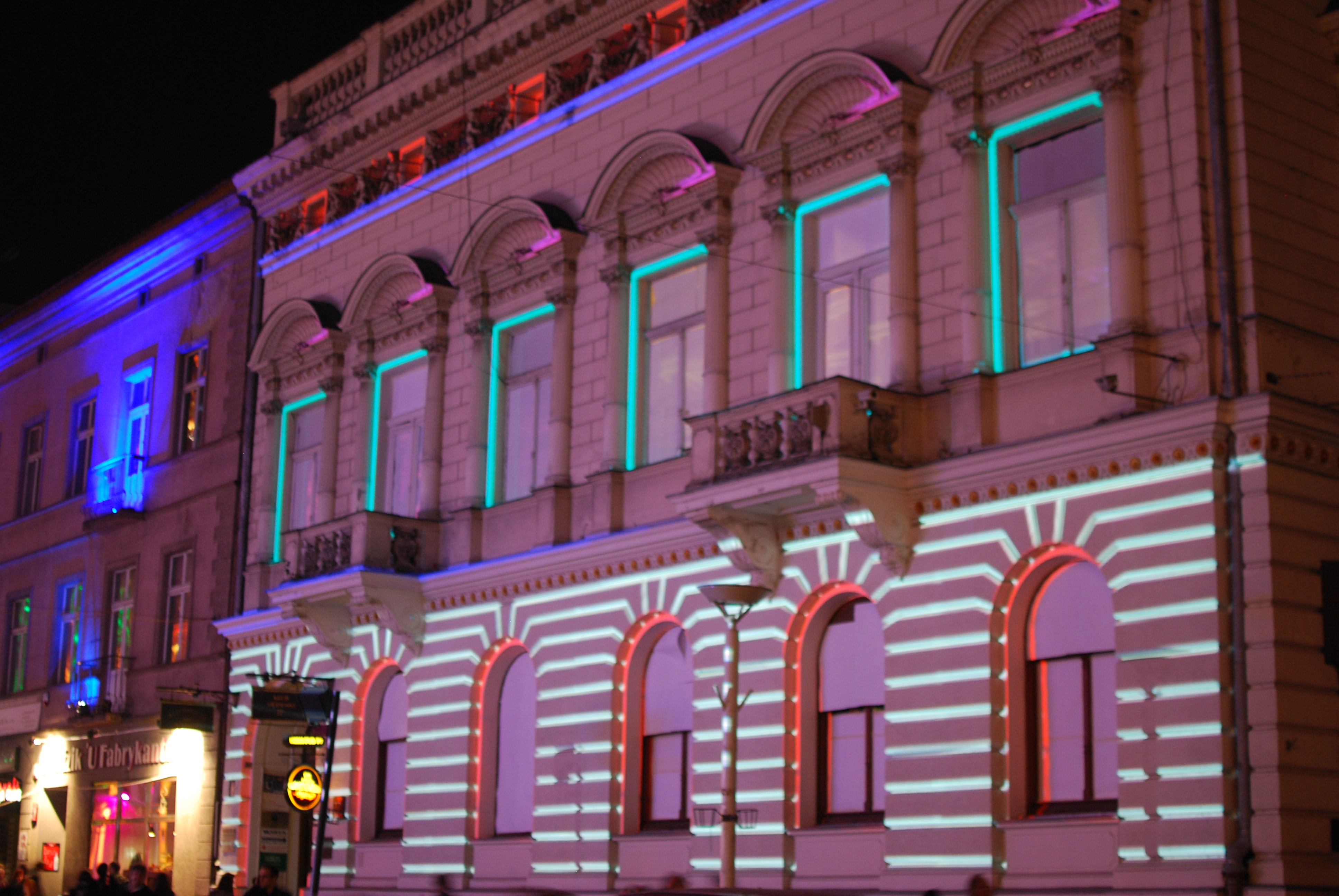
Podświetlenie w trakcie Light Move Festival 2012
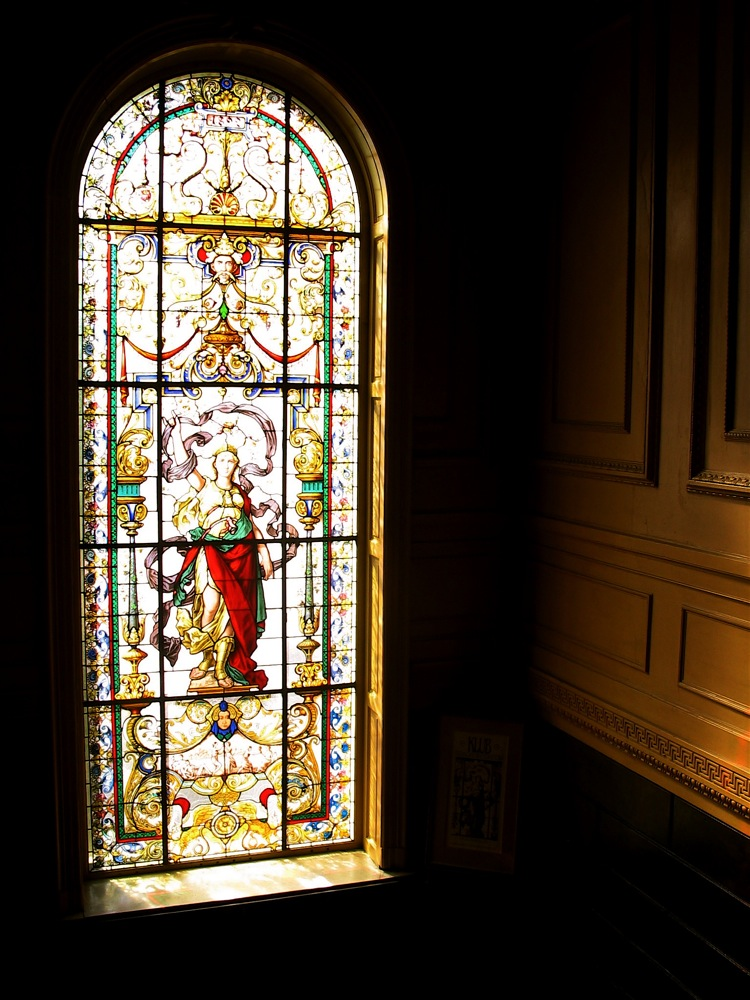
Wnętrze pałacu Maksymiliana Goldfedera
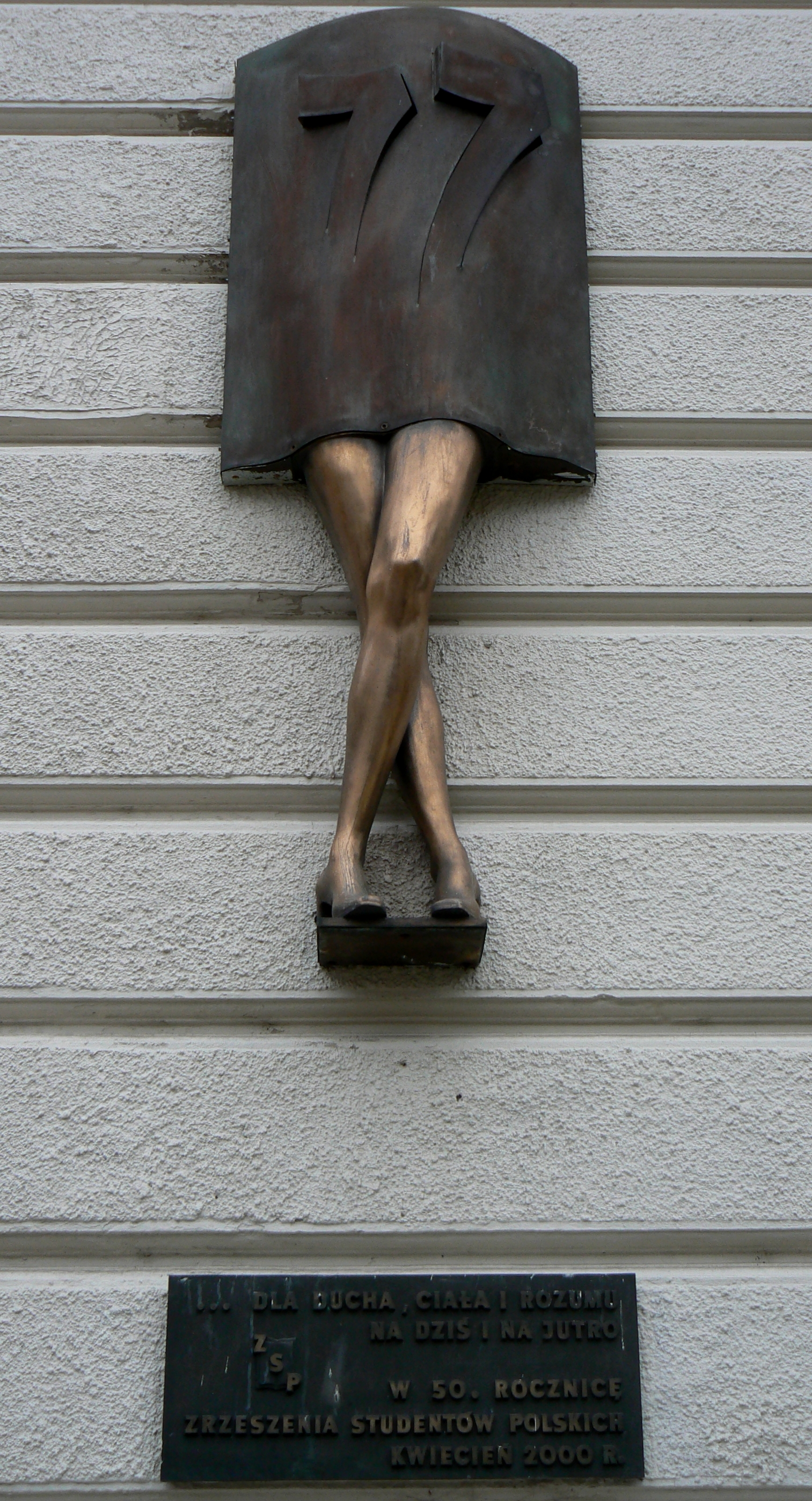
50. rocznica powstania Zrzeszenia Studentów Polskich – tablica na budynku pałacu Maksymiliana Goldfedera.